# Belmont-Sainte-Foi
Belmont-Sainte-Foi település Franciaországban, Lot megyében. Lakosainak száma 129 fő (2022. január 1.). Belmont-Sainte-Foi Concots, Labastide-de-Penne, Puylaroque, Lalbenque és Vaylats községekkel határos.

## Népesség
A település népességének változása:
| Lakosok száma | 107  | 102  | 68   | 116  | 105  | 102  | 101  | 115  | 122  | 129  |
|               | 1968 | 1982 | 1990 | 2006 | 2013 | 2015 | 2017 | 2019 | 2020 | 2022 |